# Meklenbursko-Zvěřínsko
Meklenbursko-zvěřínské vévodství bylo vévodství v severním Německu vytvořené roku 1701, když Fridrich Vilém a Adolf Fridrich II. rozdělili Meklenburské vévodství na dvě části: Meklenbursko-Zvěřínsko a Meklenbursko-Střelicko. Meklenbursko-Zvěřínsko, ve kterém vládli nástupci rodu Niklotovců z Meklenburska, zůstalo součástí Svaté říše římské. Nacházelo se na pobřeží Baltského moře mezi Holštýnskem-Glückstadem a Pomořanským vévodstvím.

## Původ
Předek dynastie Niklot (1090-1160) byl náčelníkem kmenové federace slovanských Obodritů, který bojoval proti postupujícím Sasům. Byl poražen roku 1160 Jindřichem Lvem během křížové výpravy proti polabským Slovanům. Niklotův syn Pribislav se Jindřichovi podřídil a roku 1167 se stal prvním meklenburským knížetem.
Po několika generacích Pribislavových potomků získal Jindřich II. Meklenburský (1266-1329) panství Stangard a Rostock a znovu sjednocené meklenburské země – kromě hrabství Schwerin (Zvěřín) a Werle – odkázal svým synům Albrechtovi II. a Janovi. Poté, co oba obdrželi titul vévody, bývalé panství Stargard bylo pro Jana v roce 1352 obnoveno jako Meklenbursko-stargardské vévodství. Albrecht II. si nechal větší západní část Meklenburska a poté co získal bývalé hrabství Schwerin v roce 1358, přesunul do Schwerinu svoje sídlo.
V roce 1363 Albrechtův syn, vévoda Albrecht III., vedl invazi do Švédska, kde se o rok později stal králem. V roce 1436 zemřel Vilém, poslední pán z Werle, bez mužského potomka. Protože Vilémův zeť Ulrich II. Meklenburský neměl žádné potomky, jeho linie po jeho smrti v roce 1471 vymřela. Veškeré majetky tak připadly vévodovi Jindřichu IV. Meklenbursko-Zvěřínskému, který nyní vládl nad celým Meklenburskem.
V roce 1520 Jindřichovi vnuci, Jindřich V. a Albrecht VII., vévodství znovu rozdělili a navíc vytvořili Meklenbursko-Güstrow, které v roce 1610 zdědil Adolf Fridrich I. Ten pak přidělil Güstrow svému bratrovi Janu Albrechtovi II. Oba byli svrženi v roce 1628 Albrechtem z Valdštejna, kvůli jejich podpoře Kristiána IV. Dánského ve třicetileté válce. Nicméně o tři roky později byla vévodství obnovena Švédskou říší. Když syn Jana Albrechta II., vévoda Gustav Adolf, v roce 1695 zemřel bez mužských potomků, Meklenbursko bylo znovu sjednoceno pod vládou Fridricha Viléma.

## Historie
Když v červnu roku 1692 zemřel v exilu Kristián Ludvík I. bez mužských potomků, začal spor o nástupnictví v jeho vévodství mezi jeho bratrem Adolfem Fridrichem II. a jeho synovcem Fridrichem Vilémem. Císař a panovníci Švédského království a Braniborského kurfiřtství se také účastnili tohoto sporu, ten vyvrcholil o tři roky později, kdy po smrti Gustava Adolfa vymřel rod vládnoucí nad Meklenburskem-Güstrow. V roce 1701 byla podepsána Hamburská smlouva (1701) a bylo provedeno konečné rozdělení země. Vévodství Meklenbursko-zvěřínsko dostal Fridrich Vilém a Vévodství Meklenbursko-střelicko dostal Adolf Fridrich II. Zároveň byla znovu prosazena primogenitura a panovník Meklenburska-zvěřínska dostal právo svolávat společný zemský sněm. Pokračující konflikty oslabily vládu vévodů a potvrdily pověst Meklenburska, jako jednoho z nejzaostalejších území Svaté říše římské.
Meklenbursko-zvěřínsko započalo svou existenci během řady ústavních bojů mezi vévodou a šlechtou. Velký dluh vytvořený Karlem Leopoldem, který se připojil k Ruskému impériu ve válce proti Švédskému království, přivedl zemi do krize. V roce 1728 prohlásil Říšský soud vévodu za neschopného vládnout. Jeho bratr, Kristián Ludvík II., byl jmenován správcem vévodství. Ten se později v roce 1747 stál vládcem de iure. V dubnu roku 1755 byla podepsána Rostocká úmluva, která vévodství určila novou ústavu. Tímto byla veškerá moc v rukou vévody, šlechty a vyšších tříd. Nižší třídy byly zcela nezastoupeny. Během Sedmileté války zaujal Fridrich II. nepřátelský postoj vůči Fridrichovi Velikému, důsledkem byla pruská okupace. V jiných ohledech byla jeho vláda pro zemi prospěšná. V prvních letech Francouzských revolučních válek zůstal neutrální a v roce 1803 získal zpět Wismar od Švédského království. V roce 1806 zemi obsadilo První francouzské císařství, v roce 1808 se Meklenbursko-zvěřínsko připojilo k Rýnskému spolku. Byl prvním členem spolku, který se obrátil proti Napoleonovi a od roku 1813 do roku 1814 bojoval proti Francii.

## Následky
Vídeňský kongres udělil v roce 1815 Fridrichu Františkovi I. titul velkovévody. Po pádu monarchií v roce 1918 v důsledku první světové války se velkovévodství stalo svobodným státem. Ten byl 1. ledna 1934 sjednocen se sousedním svobodným státem, Meklenburskem-Střelickem (obě území jsou dnes součástí spolkové země Meklenbursko-Přední Pomořansko).